# حسین صادقی (بازیکن فوتبال)
حسین صادقی (برادر آم ناطق ) بازیکن فوتبال اهل ایران(زاده۲۰شهریور۱۳۶۹ روستای ده‌چشمه) است که در پست هافبک برای باشگاه فوتبال ملوان در لیگ برتر خلیج فارس بازی می‌کند.
وی زننده گل صعود تیم هوادار به لیگ برتر است.